# Septième Avenue
La Septième Avenue, également nommée Adam Clayton Powell Jr. Boulevard au nord de Central Park, est une avenue de New York.

## Situation et accès
Cette voie de l'arrondissement de Manhattan, se prolonge au sud par Varick Street.

## Origine du nom
La Septième Avenue, tire son nom de sa position dans le plan en damier de Manhattan établi en 1811. Elle est la septième avenue orientée nord-sud à partir de l'est de l'île.

## Historique
Elle a été tracée dans le cadre du Commissioners' Plan de 1811, qui a instauré le quadrillage de Manhattan.
À partir des années 1970, la portion de l'avenue située entre la 34e Rue et la 39e Rue s'est appelée officiellement « Fashion Avenue ».

## Bâtiments remarquables et lieux de mémoire
- Penn Station et le Madison Square Garden se situent à l'angle avec la 34e Rue.
- Times Square se trouve au niveau de la 42e Rue jusqu'à la 47e Rue.
- Le Carnegie Hall se trouve à l'angle avec la 57e Rue.
- Le Village Vanguard, un des plus fameux clubs de jazz de New York, au niveau de la 11e Rue.
- Le Reuters Building, à l'angle de la 42e Rue.
- Triangle de Hess à l'angle de Christopher Street.

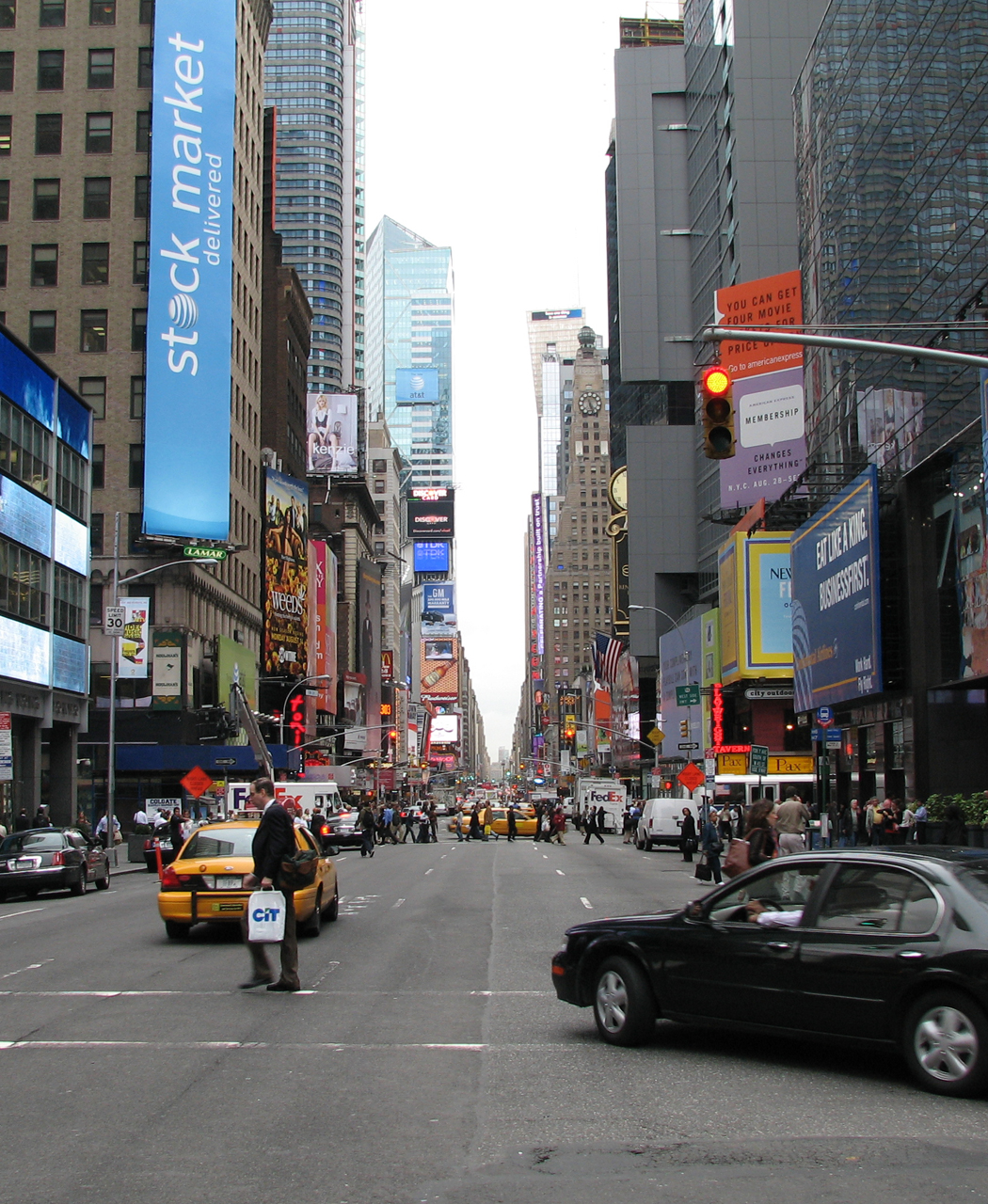
La Septième Avenue au niveau de la 50e Rue en direction du sud.

### Dans la culture populaire
- L'avenue apparaît dans les jeux vidéo Grand Theft Auto IV et Grand Theft Auto: Chinatown Wars sous le nom de Exeter Avenue.